# 香花毛兰
香花毛兰（学名：Eria javanica），为兰科毛兰属下的一个植物种。